# 大姥局
大姥局（おおうばのつぼね、大永5年（1525年） - 慶長18年1月26日（1613年3月17日））は、江戸幕府2代将軍・徳川秀忠の乳母。今川家家臣岡部貞綱の娘で、夫は穴山梅雪家臣の川村善右衛門重忠。甥に徳川家家臣の岡部永綱がいる。大母局（おおばのつぼね）、岡部局（おかべのつぼね）とも。子に川村荘八（岡部荘八）、岡部長起。

## 生涯

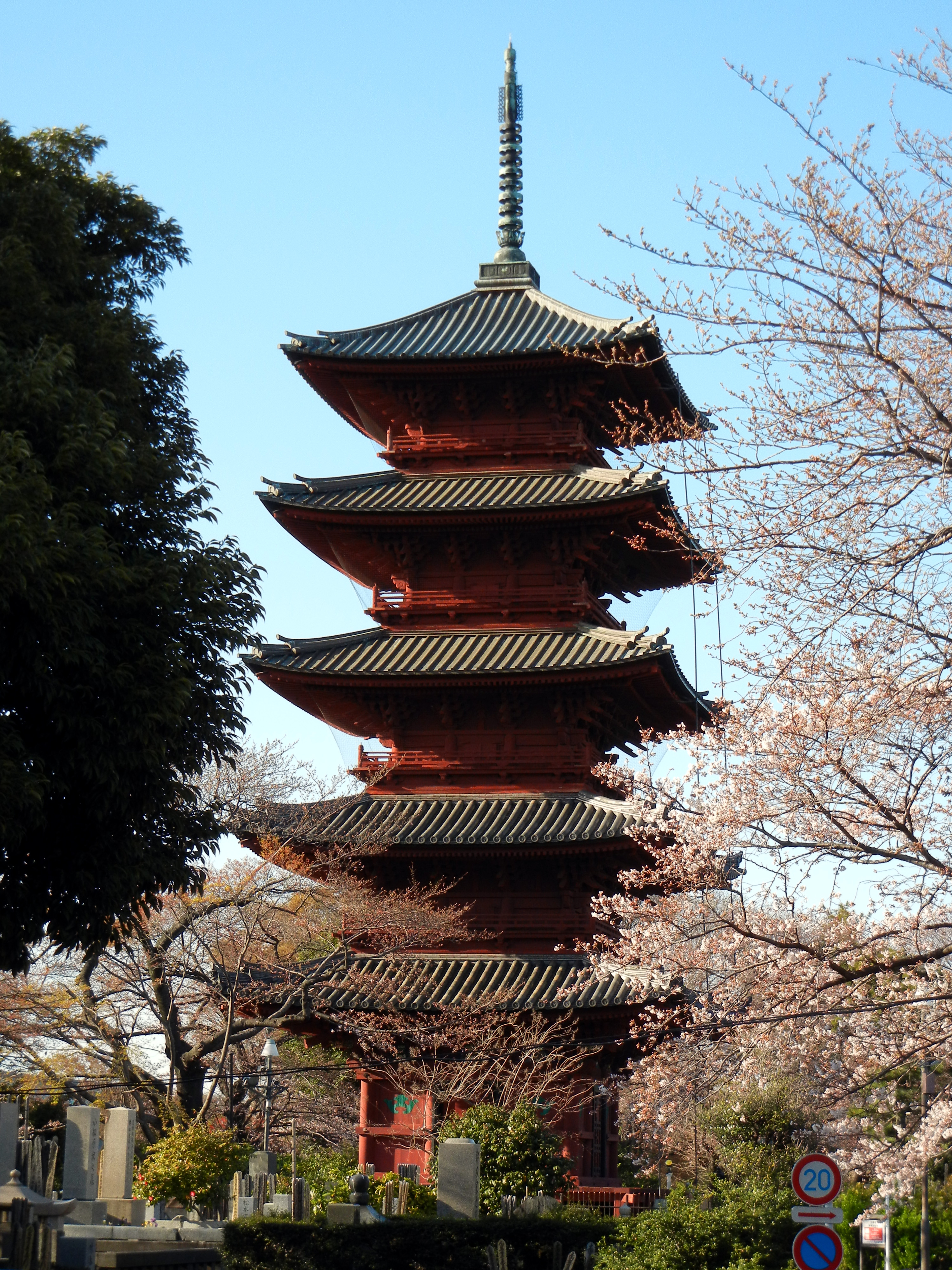
池上本門寺五重塔

夫の川村重忠は最初今川家に仕え、今川家の人質時代の若き松平元康（のちの徳川家康）の世話役であったが、今川家衰退後は夫共々小田原北条氏に仕え、そののち甲斐武田氏の配下で駿河方面の担当であった穴山氏に仕えた。夫の重忠の死後しばらくは駿河国岡部で暮らしていたが、豊臣秀吉の招きにより、子を連れて上方へ向かった。現在の境遇を聞いた秀吉からの要請もあって、生母を幼くして亡くしていた家康の子・秀忠の乳母（養育係）として徳川家に召し出された。のち草創期の江戸幕府（江戸城）の大奥で権勢を振るう。化粧領として武蔵国内に2千石を与えられた。
法華宗門徒であったらしく、池上本門寺の有名な五重塔（重要文化財）は慶長13年（1608年）に岡部局の発願、寄進により建立された。法名は正心院日幸尼。
子に川村荘八（岡部荘八）がいたが、慶長2年（1597年）に本多政重と諍いを起こし、本多と戸田為春により殺害された。“秀忠の乳母の子”を殺害した両名は、殺害後に徳川家中を出奔している。
また娘(岡部局)は上杉謙信の旧臣大石長次に嫁ぎ、その子の重久を養子として岡部家を継がせている。
福井藩の家老職を代々次ぐ十七家のひとつ、岡部豊後家の祖である岡部長起も子とされる。長起は母方の岡部氏の姓を名乗り、福井藩士として結城秀康とその子の松平忠直に仕えたが、大坂の陣の際の福井藩軍の抜け駆けの責任を取って、戦後に吉田好寛と共に天満川に入水自殺している。長男も戦死したが、次男が家を継いでいる。

## 秀忠の隠し子
秀忠は国内最高の権を持つ江戸幕府の征夷大将軍でありながら一方では恐妻家で、嫉妬深い正室の江（崇源院）には頭が上がらず、側室を持つことも許されなかったと伝わるが、江の目をかいくぐり、大姥局の侍女であった静（のちの浄光院）に手を出し、妊娠させてしまう。これを知った大姥局は静を庇護し、静に対して圧力をかける崇源院の手の者から匿い、無事に出産させた。この際に生まれた子・幸松は大姥局と懇意にしていた見性院(武田信玄次女、穴山梅雪正室)の養子となった。
この幸松はのちに秀忠に内々に認知されたが徳川家中にいることはできず、見性院の縁故から旧武田家臣である高遠藩保科氏の養子となり家督を継ぐなど紆余曲折を経た後、その存在が異母兄である将軍徳川家光の知る所となり、家光により重用され、幕府の重鎮となった。江戸時代初期の史上において名宰相と名高い保科正之（会津松平家家祖）である。

## 演じた俳優
- 映画「女帝 春日局」（1990年、東映京都撮影所）：草笛光子
- 大河ドラマ「葵 徳川三代」（2000年、NHK）：草村礼子
- 大河ドラマ「江〜姫たちの戦国〜」（2011年、NHK）：加賀まりこ